# Homoneura aequalis
Homoneura aequalis är en tvåvingeart som först beskrevs av Malloch 1914.  Homoneura aequalis ingår i släktet Homoneura och familjen lövflugor. Inga underarter finns listade i Catalogue of Life.